# 蒙博洛
蒙博洛（法語：Montbolo，法語發音：[mɔ̃bɔlo] ⓘ）是法国东比利牛斯省的一个市镇，位于该省南部，属于塞雷区。

## 地理
蒙博洛（42°29'5"N, 2°39'19"E）面积21.98 平方千米，位于法国奧克西塔尼大區东比利牛斯省，该省份为法国大陆部分最南部的省份，涵盖了北加泰罗尼亚，北起奥德省，西接阿列日省和安道尔，南与西班牙接壤，东临地中海。
与蒙博洛接壤的市镇（或旧市镇、城区）包括：托利斯、圣马萨尔、塔耶特、雷内斯、阿梅利莱班-帕拉尔达、泰克河畔阿尔勒、科尔萨维。
蒙博洛的时区为UTC+01:00、UTC+02:00（夏令时）。

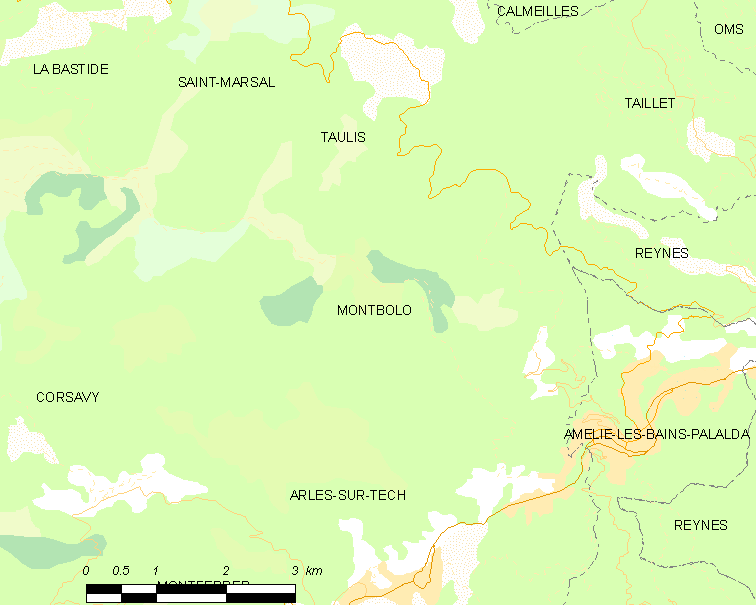
蒙博洛的OSM定位图

## 行政
蒙博洛的邮政编码为66110，INSEE市镇编码为66113。

## 政治
蒙博洛所属的省级选区为勒卡尼古县。

## 人口

1962-2008年间蒙博洛人口变化图示

蒙博洛于2022年1月1日时的人口数量为179人。